# Cleyton Coelho dos Santos
Cleyton Coelho dos Santos (født 12. maj 1988) er en brasiliansk fodboldspiller.
Han har spillet for flere forskellige klubber i sin karriere, herunder Thespakusatsu Gunma.